# Errores Gazariorum
Errores Gazariorum ist der Name einer Abhandlung, die von einem anonymen Autor in der zweiten Hälfte der 1430er Jahre im damals savoyischen Aostatal verfasst wurde. Diese Abhandlung stellt einen der ersten Versuche dar, die das Konzept der Hexerei im Zusammenhang mit den Hexenverfolgungen theoretisierte. Die Abhandlung wurde von einem anonymen Autor verfasst, bei dem es sich wahrscheinlich um einen Inquisitor aus dem Aostatal handelte. Sie befasst sich zum ersten Mal mit dem Konzept von Hexen, die auf einem Besen zum Sabbat fliegen. Martine Ostorero schlägt als einen der mutmaßlichen Autoren dieses Manuskripts den franziskanischen Inquisitor Ponce Feugeyron vor.

## Beschreibung
Der vollständige Titel der Abhandlung lautet Errores Gazariorum seu illorum qui scopam seu baculum equitare probantur, deutsch Die Irrtümer der „Ketzer“, also derjenigen, die sich auf einem Besen oder Stock reitend fortbewegen. Bereits der Titel weist mit der Bezeichnung Errores (deutsch Irrtümer) eindeutig darauf hin, dass die Abhandlung nicht von einem Vertreter der teuflischen Sekte verfasst wurde. Im Gegenteil: Das ist die Sprache der Verfolger. Das gilt für den allergrößten Teil der häretischen Literatur. Im Wesentlichen ist diese als antihäretische Polemik einzuordnen. Der Begriff Gazarii war in der zweiten Hälfte des 14. Jahrhunderts im oberitalienischen Raum gebräuchlich. Er bedeutete ursprünglich Katharer, also Angehörige der häretischen Sekte der Katharer, die im 13. Jahrhundert in Südfrankreich und Italien verbreitet war.

### Herkunft der Handschriften
Die wichtigste, systematischste, wenn auch nicht älteste Abhandlung über Hexer und Hexen sind die sogenannten Erroes gazariorum. Sie ist in zwei voneinander abweichenden Abschriften überliefert: eine längere aus der Universitätsbibliothek Basel und eine kürzere aus der Biblioteca Apostolica Vaticana.

#### Basler Handschrift
Man begegnete diesen Errores Gazariorum zuerst durch eine Transkription der Texte, die Johan Hansen Anfang des 20. Jahrhunderts herausgegeben hat. Der Herausgeber stützte sich auf ein Manuskript «A II 34» mit Traktaten des Basler Konzils aus der Universitätsbibliothek Basel, dessen Datierung mit der Dauer des Konzils übereinstimmt, also zwischen 1431 und 1449 angesiedelt ist.
Der Text bezieht sich speziell auf die Hussitenfrage, kann aber nicht genauer als in die Zeit des Konzils (1431–1449) datiert werden. Da sich der Autor der Errores Gazariorum insbesondere auf Rechtsverfahren bezieht und Johan Hansen zwei Orte als Chambery und Vevey identifiziert, geht Hansen davon aus, dass der Autor ein Inquisitor war und an diesen beiden Orten Prozessen beigewohnt oder sie geführt haben muss. Möglicherweise zirkulierte diese Version in der Diözese Lausanne. Giorgio de Saluzzo, der von 1433 bis 1440 Bischof von Aosta war, könnte sie mitgebracht haben, als er im Jahr 1440 Bischof von Lausanne wurde.

#### Handschrift aus dem Vatikan
Pierrette Paravy fand ein weiteres Manuskript der Errores Gazariorum Vat. lat. 456 in der Vatikanischen Bibliothek gegen Ende der 1970er Jahre. Es weist einige Unterschiede zum ersten auf, insbesondere in Bezug auf die genannten Orte. Die Datierung kann zwischen 1431 und 1437 neu bewertet werden, da das Manuskript Teil einer zusammenfassenden und chronologischen Abschrift der Sitzungen des Konzils von Basel ist.

## Die Problematik des Hexenflugs
Die erste Besonderheit der Errores Gazariorum besteht darin, dass der Titel auf den Besen oder Stock verweist, den die Hexen angeblich benutzen, um zum Sabbat zu gelangen, sich im Rest des Textes dann aber keine Erwähnung mehr davon findet. Der Stellenwert des Diebstahls ist in den Errores mehr als zweideutig und wird nur indirekt erwähnt: Die Hexe muss sich «hassen», wenn sie in die «Synagoge» geht; die Weitergabe der Salbe und des Stabes hat eher den Charakter einer Initiation als eines magischen Diebstahls; der Autor beschreibt die Salbe, mit der man zum Sabbat geht, und betont eher die Herstellung und die Zusammensetzung als den Diebstahl selbst. Auch der nächtliche Diebstahl wird im Text nie explizit erwähnt.
Die Möglichkeit des Nachtflugs von Hexen wurde von Reginon von Prüm in seinem Canon Episcopi aus dem Jahr 906 verneint, in dem er behauptete, dass die Frauen, die behaupten, nachts mit der Göttin Diana auf Tieren zu reiten, ebenso wie diejenigen, die daran glauben, Illusionen unterliegen. Dieser Text hatte in der Kirche großen Widerhall gefunden. Diese Leugnung der Möglichkeit des Nachtflugs wird in der Argumentation der Initiatoren der Hexenverfolgung bekämpft, was ihnen zunächst die Skepsis der religiösen Autoritäten entgegenbringt.
In Johannes Niders Formicarius (zwischen 1436 und 1438 verfasst und 1475 veröffentlicht) schildert der Autor in Anlehnung an Prüms Text anhand des Exemplums den Fall einer alten Frau, die sich in die Irre führt, weil sie glaubt, durch die Luft zu Diana fliegen zu können. Nider berichtet, wie ein Dominikanermönch die Täuschung hinter dieser Behauptung aufdeckt, indem er die Frau bittet, bei der Operation zuzusehen. Nachdem sie sich zuvor mit einer Salbe eingerieben hatte, schlief sie ein, wobei sie auf schändliche Weise auf einem Stuhl platziert wurde, der wiederum auf einem Siegel stand. Sie wacht aus ihrem Traum auf und fällt vom Stuhl, woraufhin der Mönch bestätigt, dass sie sich nie bewegt hat, sondern nur durch den Ton eine Illusion hatte.
Laut Christine Planté und Catherine Chène sind in dieser Erzählung die Themen Nachtflug und sexuelle Lust (jubilum) miteinander verknüpft. Diese sollen später die Erzählungen über Hexen verstärken, die zum Sabbat fliegen, um dort Orgien, insbesondere sexuelle Orgien, zu feiern.
Zwischen 1428 und 1431 schreibt Hans Fründ eine Chronik der Ereignisse rund um die Hexenprozesse im Wallis von 1428 und erwähnt die nächtlichen Diebstähle als Realität. Er berichtet, dass Hexen in die Keller von Privatpersonen gehen, um diese durch Diebstahl zu plündern. Dabei benutzen sie Hocker, die mit einer magischen Salbe bestrichen sind, deren Herstellung ihnen der «böse Geist» beibringt.
Im Fortalitium Fidei von Alphonso de Spina aus dem Jahr 1458 oder 1459 wird der Nachtflug erneut erwähnt. Der Glaube an den Nachtflug wird als teuflisch beschrieben, was zur Folge hat, dass jeder, der zugibt, durch die Luft geflogen zu sein, wegen Hexerei verurteilt werden kann, unabhängig davon, ob es tatsächlich passiert ist oder nicht. Diesmal soll das Vergehen der Beschuldigten darin bestehen, den Teufel anzurufen, um sich an einen Ort zu begeben, sich mit einer Salbe einzureiben und dann einzuschlafen, wobei der «Transport» im Schlaf in der Vorstellung stattfindet, ohne dass der physische Körper seinen Platz wechselt.